# Marthasterias glacialis
Genre
Espèce
L'Étoile de mer glaciaire (Marthasterias glacialis) est une espèce d'étoile de mer du genre Marthasterias, de la famille des Asteriidae.

## Description

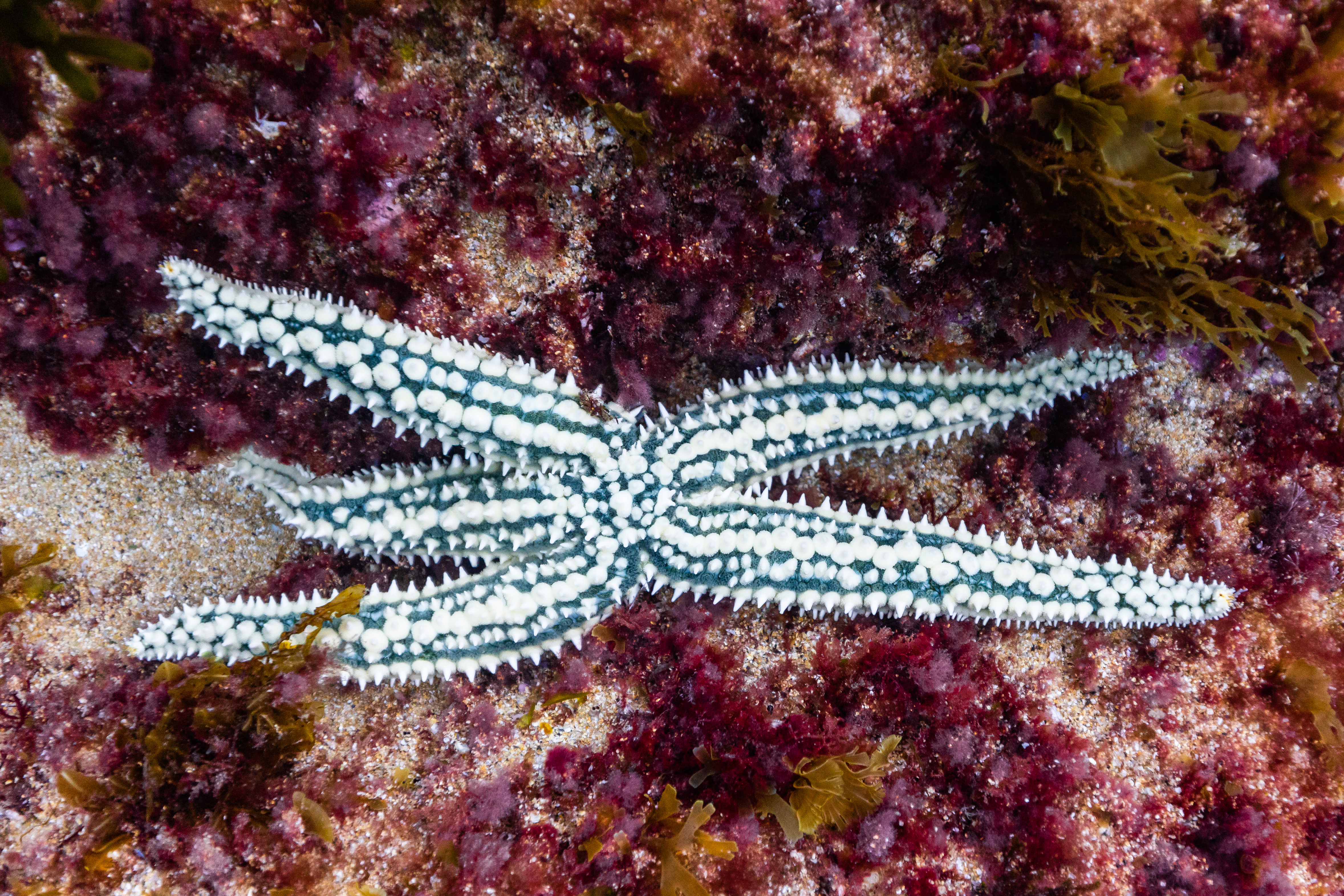
Spécimen espagnol.

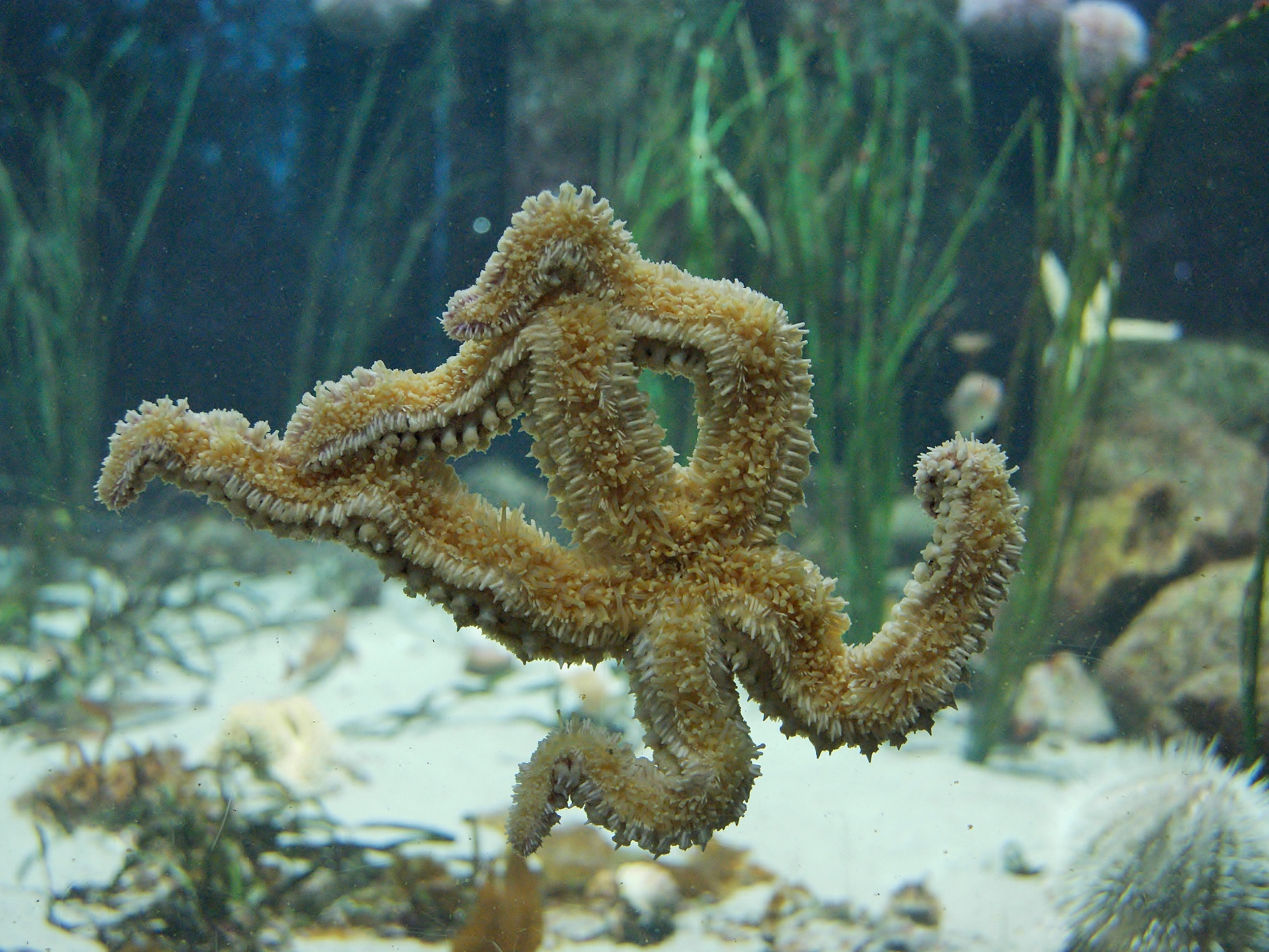
face orale.

Cet animal est une grosse étoile de mer, mesurant généralement entre 30 et 40 cm mais qui peut atteindre jusqu'à 80 cm de diamètre. Les couleurs de sa robe sont extrêmement variables, en fonction de son habitat et de son âge. Les jeunes sont souvent ternes (bruns, gris, verdâtres, bleuâtre) et les individus matures ou vivant plus profond sont plus colorés (orange, jaune, rouge bleu... unies ou chamarrées).
C'est donc moins à ses couleurs qu'à sa forme que l'on reconnaît cette étoile. Le disque central, légèrement bombé, est plutôt réduit et souvent légèrement plus sombre que les bras ; sur la face dorsale il porte l'anus en position dorsale, et une plaque madréporitique.
Autour de ce disque rayonnent les 5 bras (exceptionnellement 4 ou 6, voire 7), assez rigides, bien séparés, de section ronde et au bout arrondi (à la pointe de chacun se trouve une tache rose qui est un ocelle).
Ces bras sont hérissés de points calcaires très caractéristiques, épaisses, dures et coniques, plus ou moins émoussées, et disposées en trois lignes longitudinales. Chacune de ces pointes est entourée d'une épaisse touffe de pédicellaires de couleur bleuâtre. Entre ces amas, on peut voir les papules respiratoires, régulièrement protégés par d'autres pédicellaires, plus gros et en forme de pince.
Sur la face orale, des sillons ambulacraires parcourent longitudinalement les bras pour rejoindre la bouche, portant 4 rangées de podia et des piquants et pédicellaires espacés régulièrement.

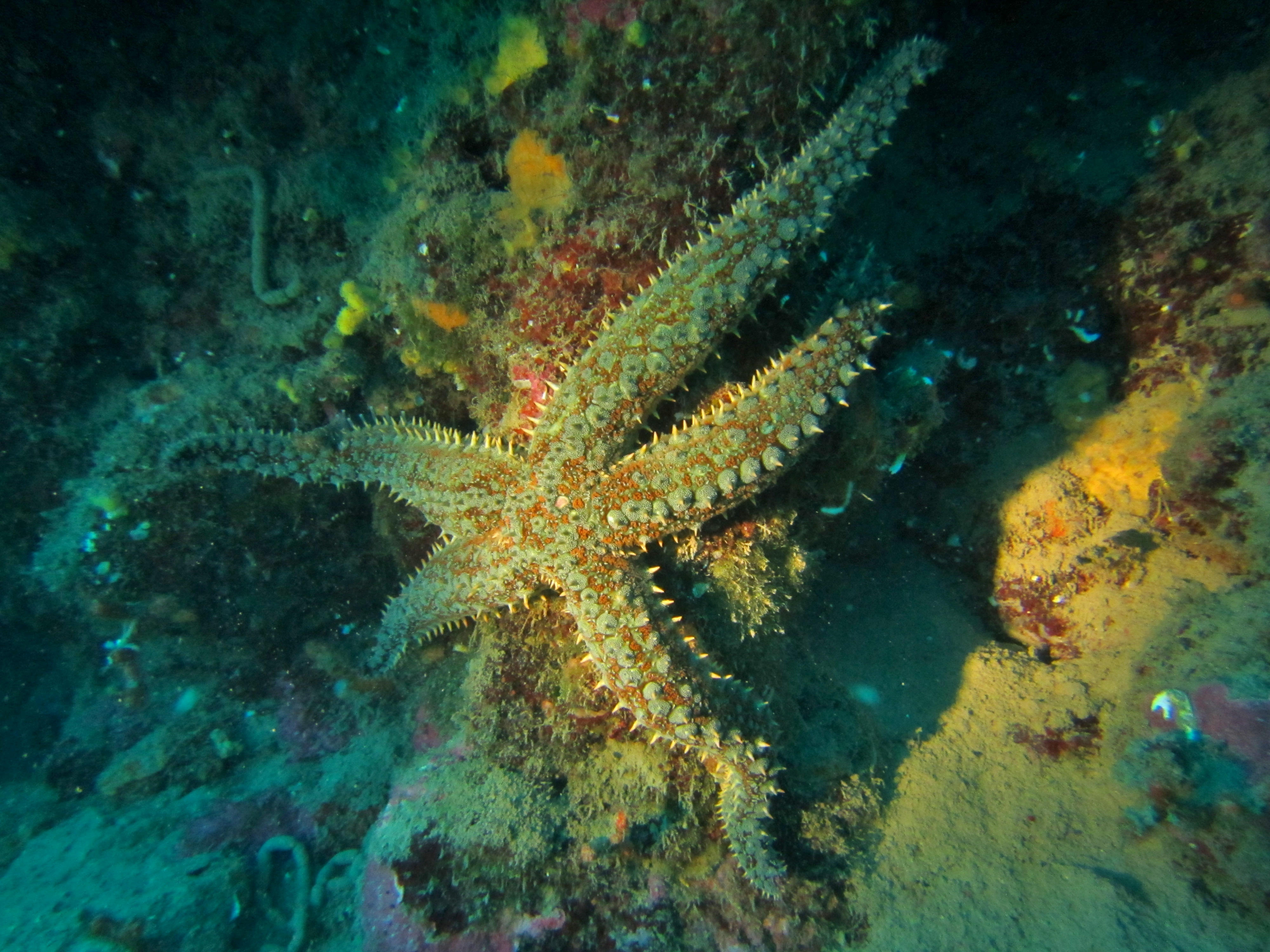
Étoile de mer glaciaire à la Réserve naturelle nationale de Cerbère-Banyuls.
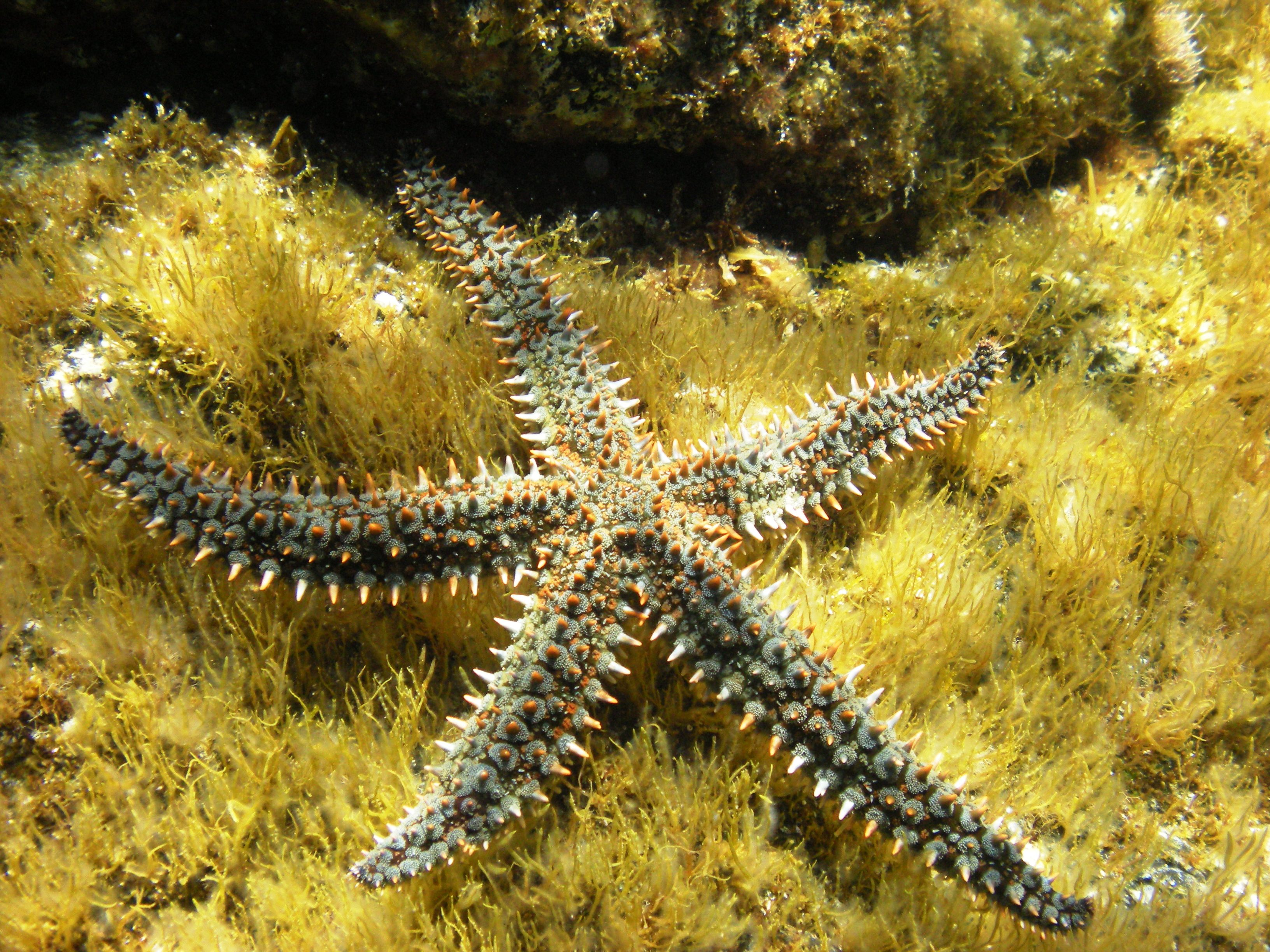
Spécimen de taille modeste.
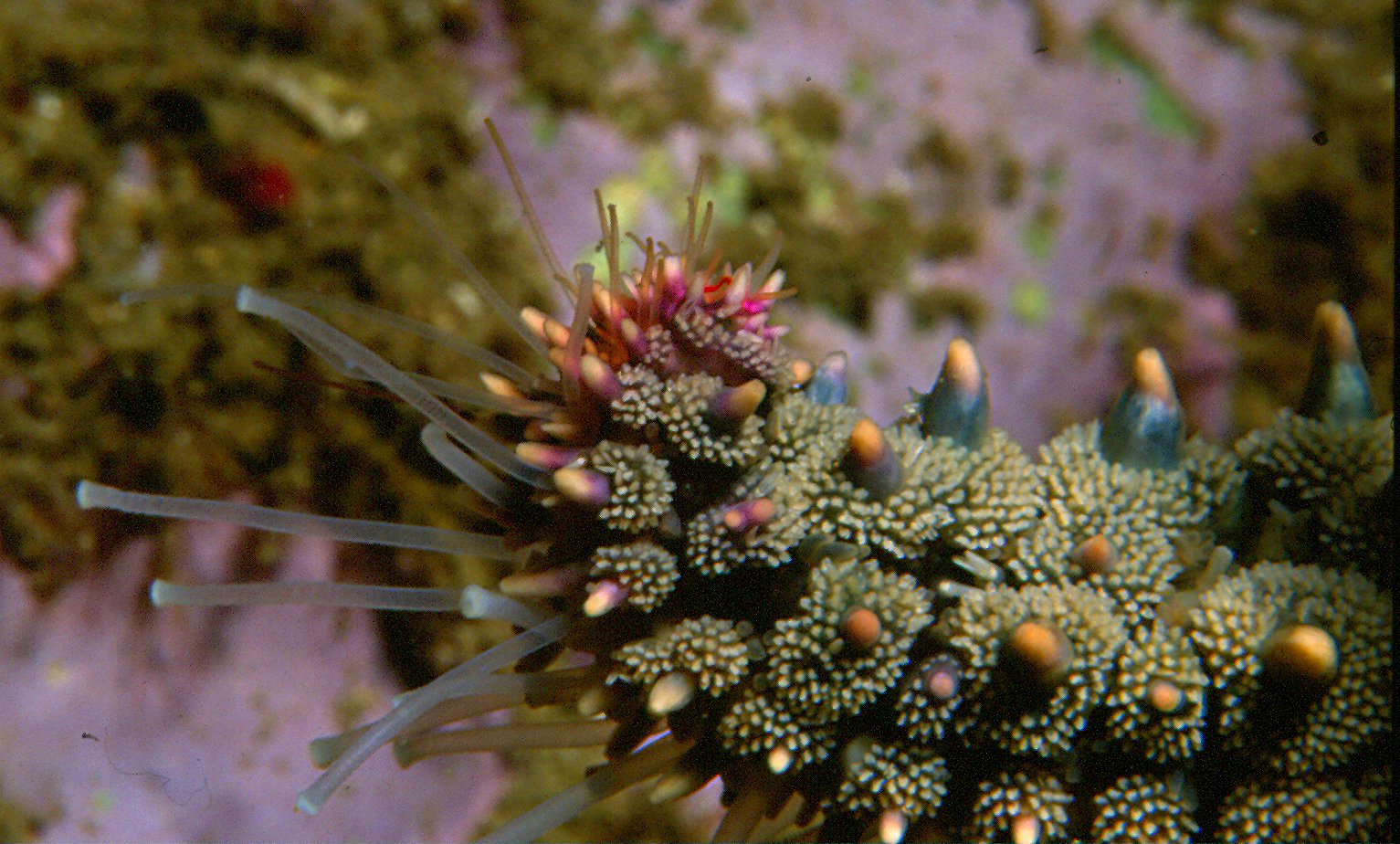
Gros plan sur le bout du bras. On voit les podia, les piquants et les touffes de pédicellaires.
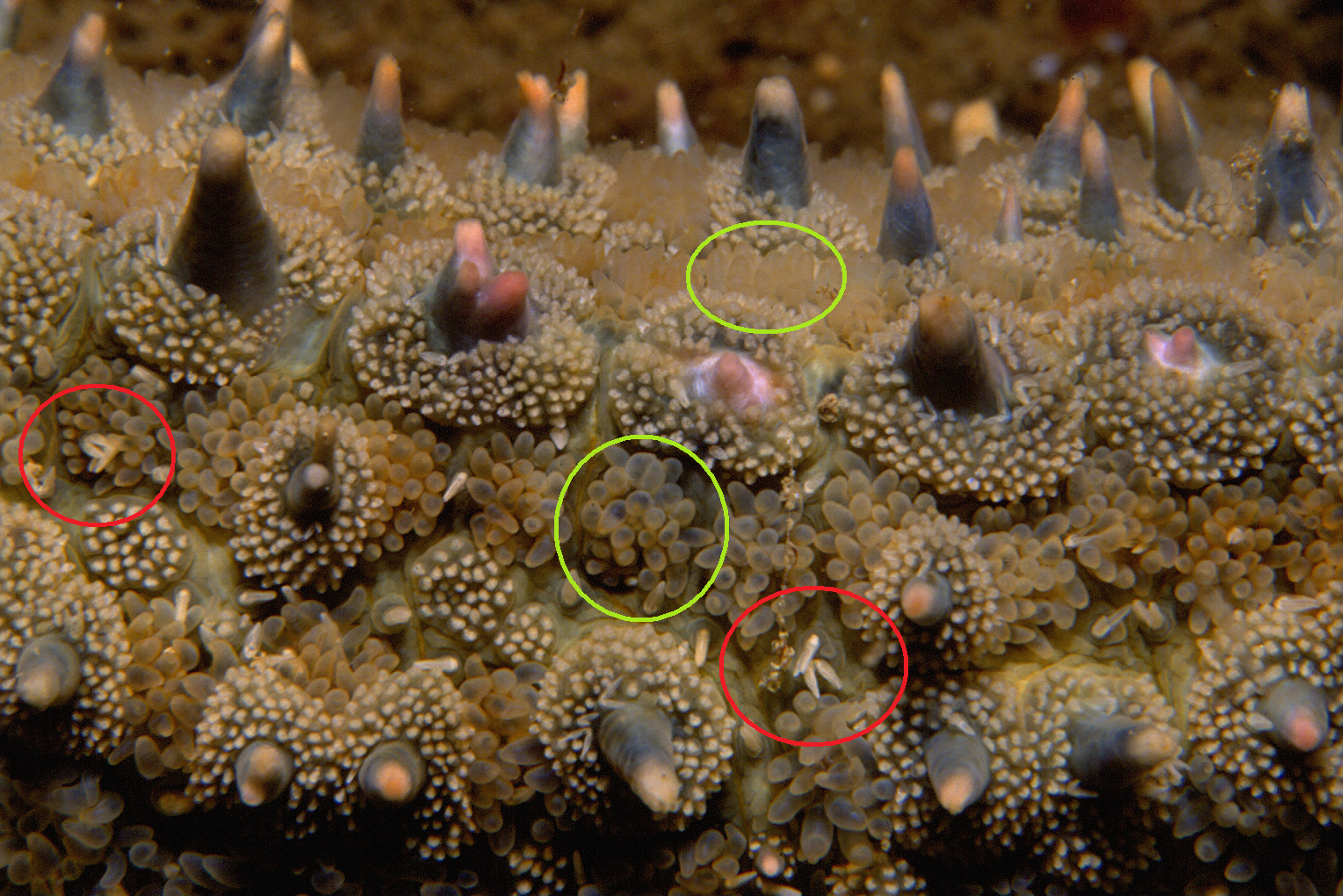
Gros plan sur l'épiderme. On voit les pédicellaires secondaires en pince (en rouge) et les papules respiratoires (en jaune)
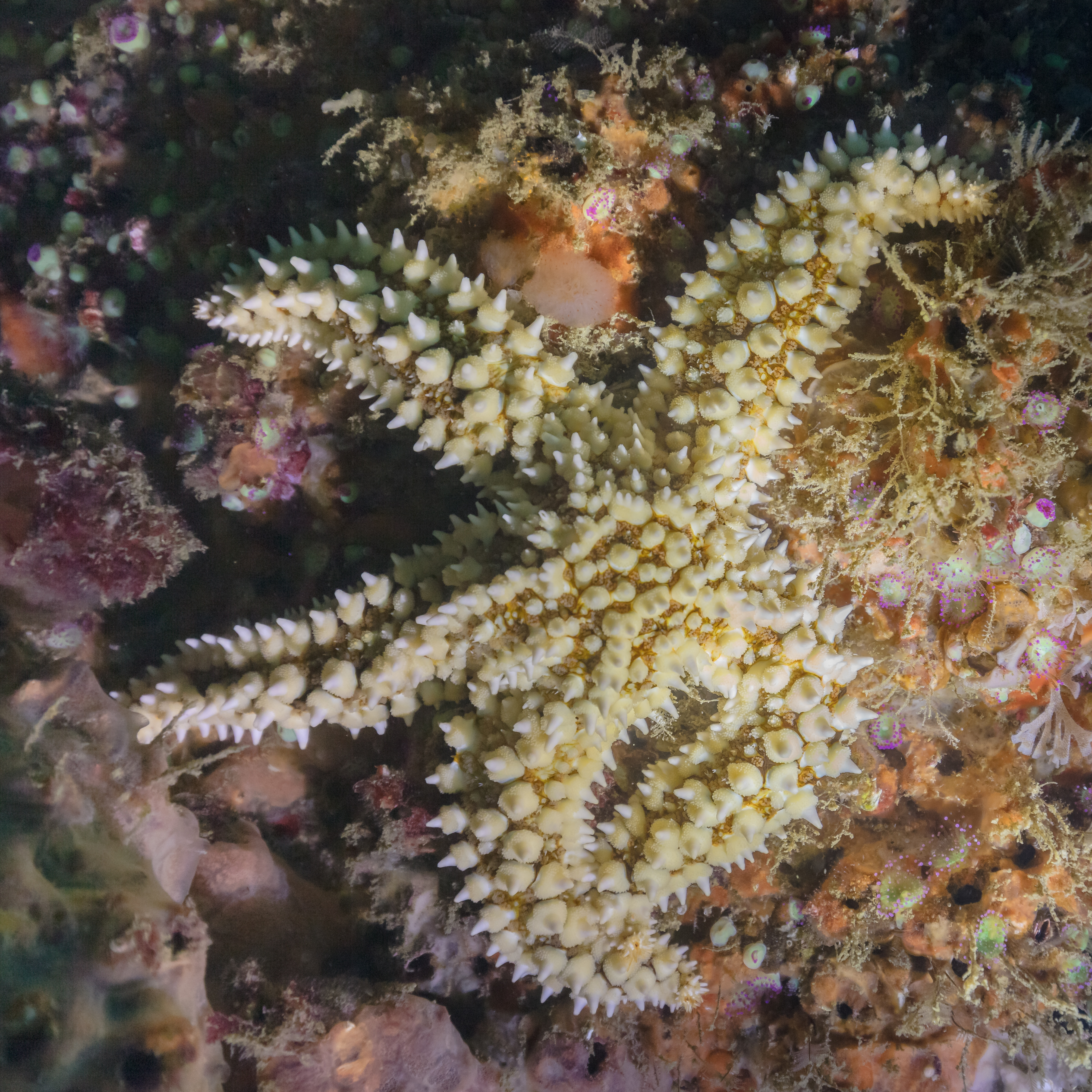
Marthasterias glacialis dans le parc naturel de l'Arrábida, Portugal. Juillet 2020.

Elle peut être confondue avec l'étoile bleue Coscinasterias tenuispina qui porte un système de piquants et de pédicellaires similaire, mais cette étoile est bien plus petite.

## Habitat et répartition
L'aire de répartition de cette étoile couvre l'océan Atlantique nord depuis la Norvège jusqu'en Méditerranée, mais rare dans la mer Manche et en mer du Nord. Dans l'Atlantique sud, elle est remplacée par son espèce-sœur Marthasterias africana. 
On trouve cette étoile de la surface à 200 m de profondeur, sur les fonds rocheux où elle apprécie les crevasses où elle se tient à l'abri des prédateurs. Plus en profondeur, elle accepte plus facilement les substrats plus fins.

## Écologie et comportement
Cette étoile est un prédateur carnivore. Elle consomme principalement des mollusques (huîtres, moules, autres bivalves) mais aussi des oursins, des crustacés, d'autres invertébrés et des charognes. La digestion est externe : l'étoile dévagine son estomac sur sa proie préalablement immobilisée et enlacée. Ses puissants podia lui permettent d'ouvrir les coquilles des bivalves.
Les sexes sont séparés. La reproduction est gonochorique, et mâles et femelles relâchent leurs gamètes en même temps grâce à un signal phéromonal, en pleine eau, où œufs puis larves vont évoluer parmi le plancton pendant quelques semaines avant de se fixer.
Comme beaucoup d'étoiles de mer, l'étoile glaciaire a des capacités de régénération impressionnantes : elle peut perdre la majorité de ses bras et les reconstituer en quelques mois, voire se reconstituer à partir d'un bras isolé s'il contient une fraction suffisante du disque central.

## L'étoile glaciaire et l'homme
En raison de son appétit pour les bivalves, cette étoile est redoutée des conchyliculteurs, mytiliculteurs et ostréiculteurs.
Elle s'acclimate relativement bien en aquarium, où elle est réputée pour ses couleurs et son aspect original.
En 1995, alors qu'il travaille au CNRS de la station biologique de Roscoff sur des protéines (des kinases) extraites d'œufs de cette étoile de mer, Laurent Meijer découvre la roscovitine, kinase dépendante des cyclines (CDK), devenue un des inhibiteurs de CDK à visée antitumorale le plus couramment utilisé en recherche fondamentale et appliquée.

## Systématique

### Liste des formes

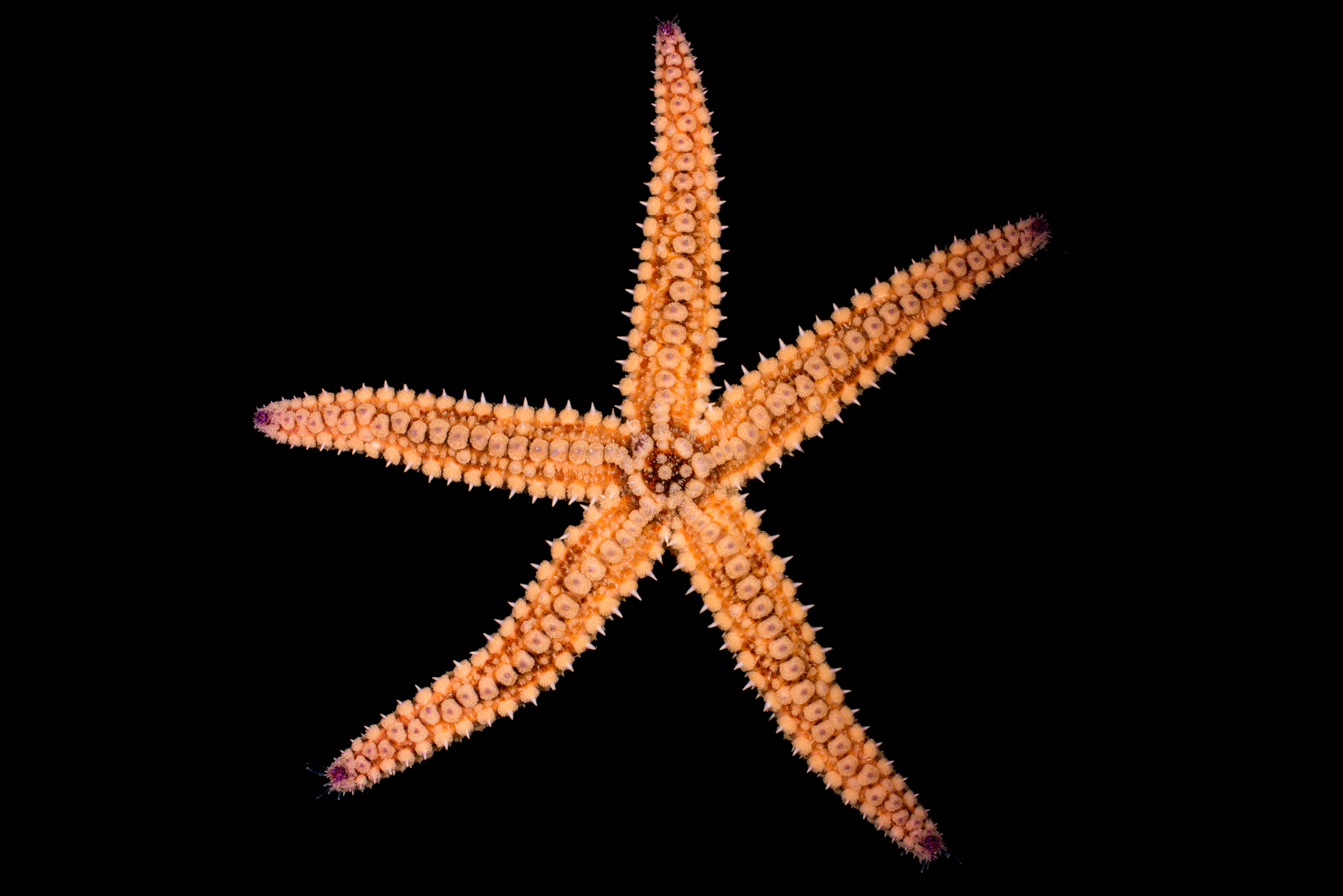
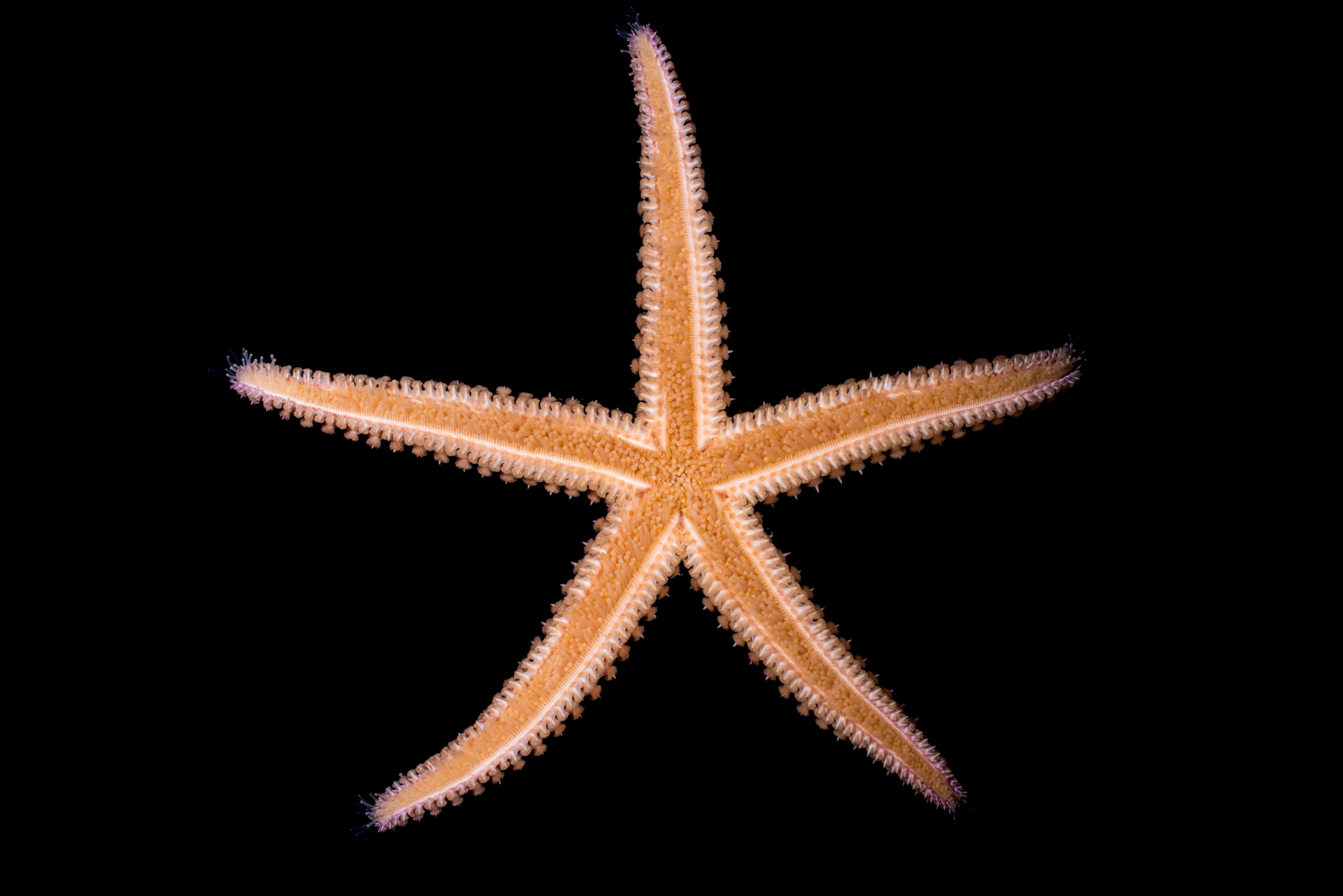
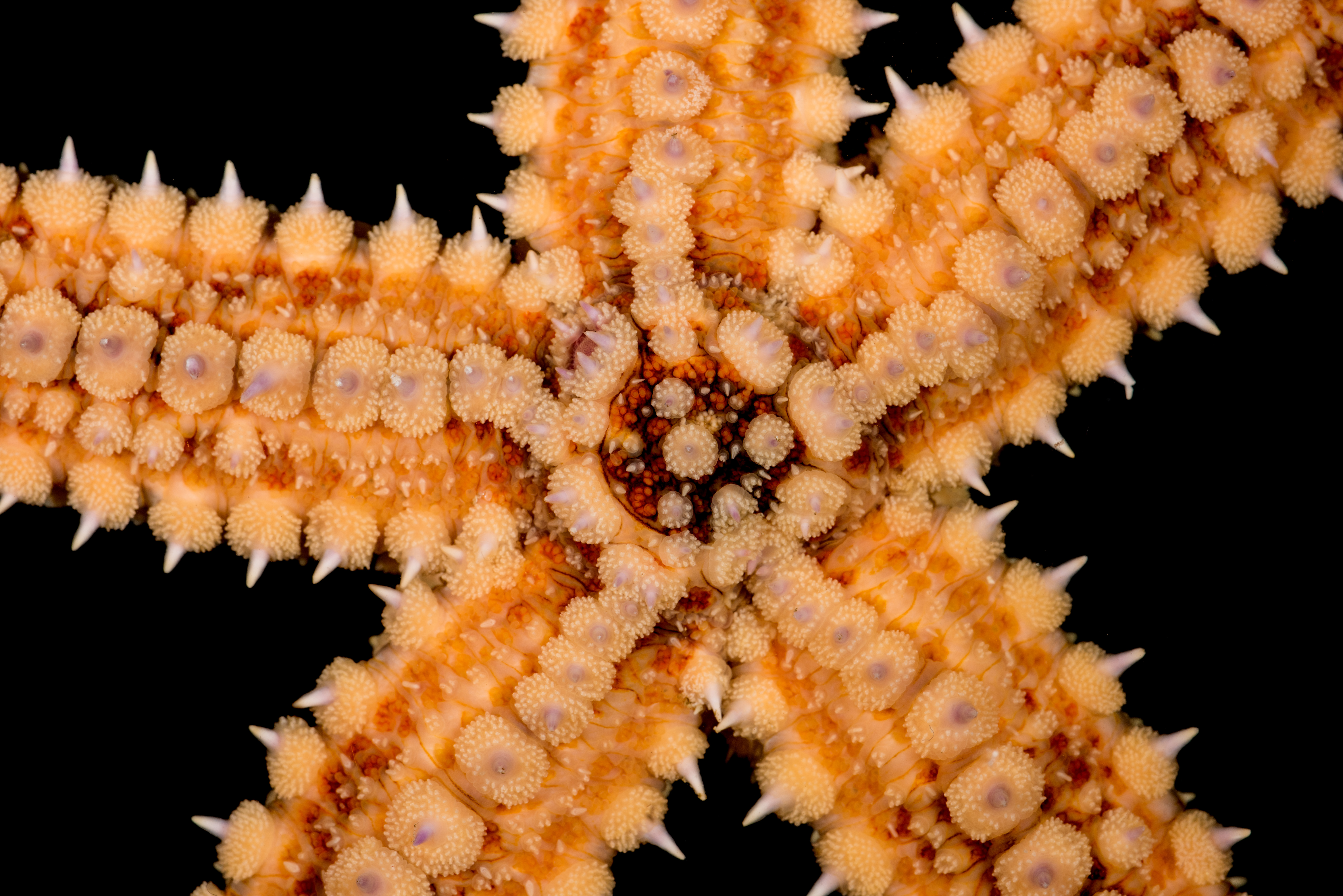
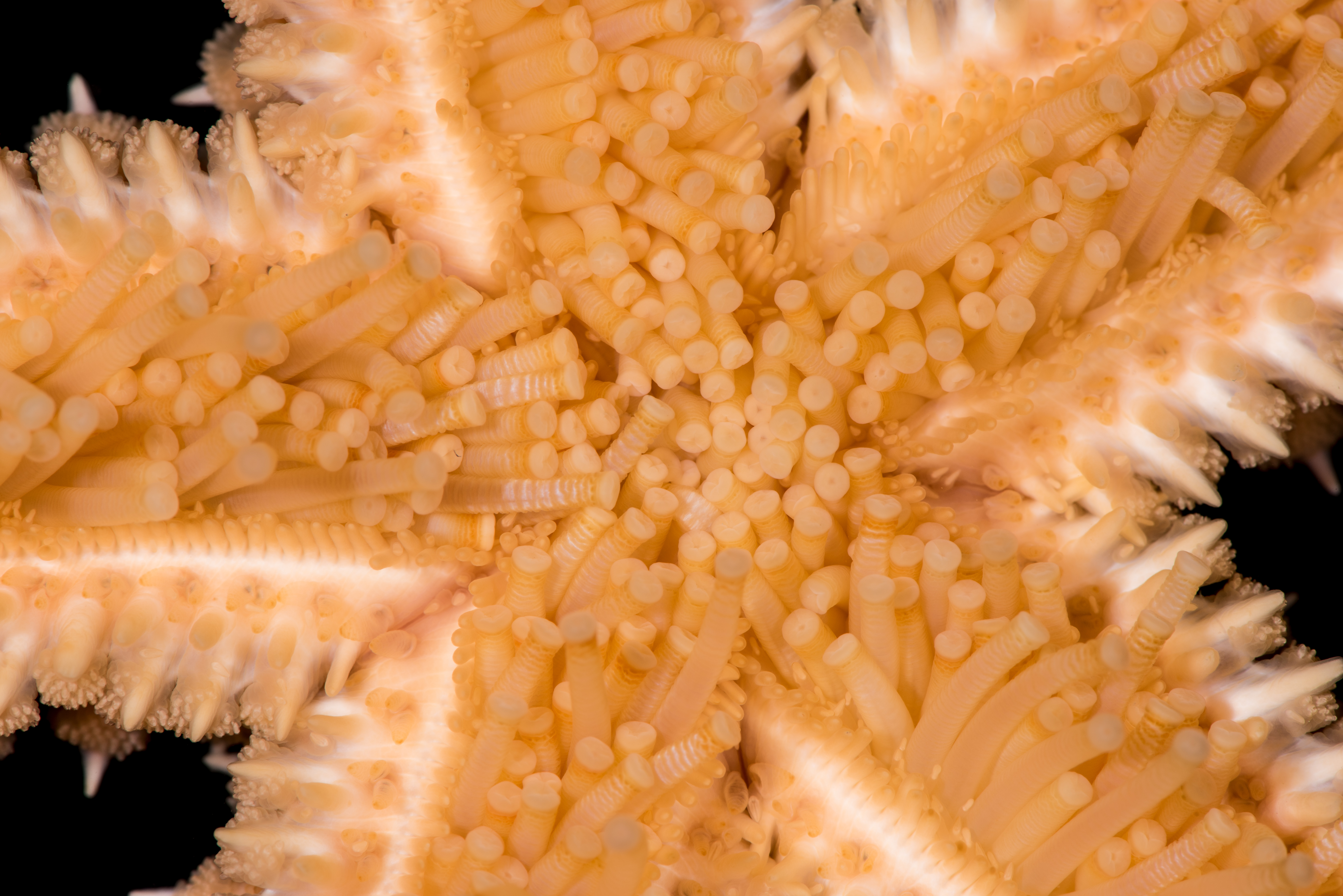
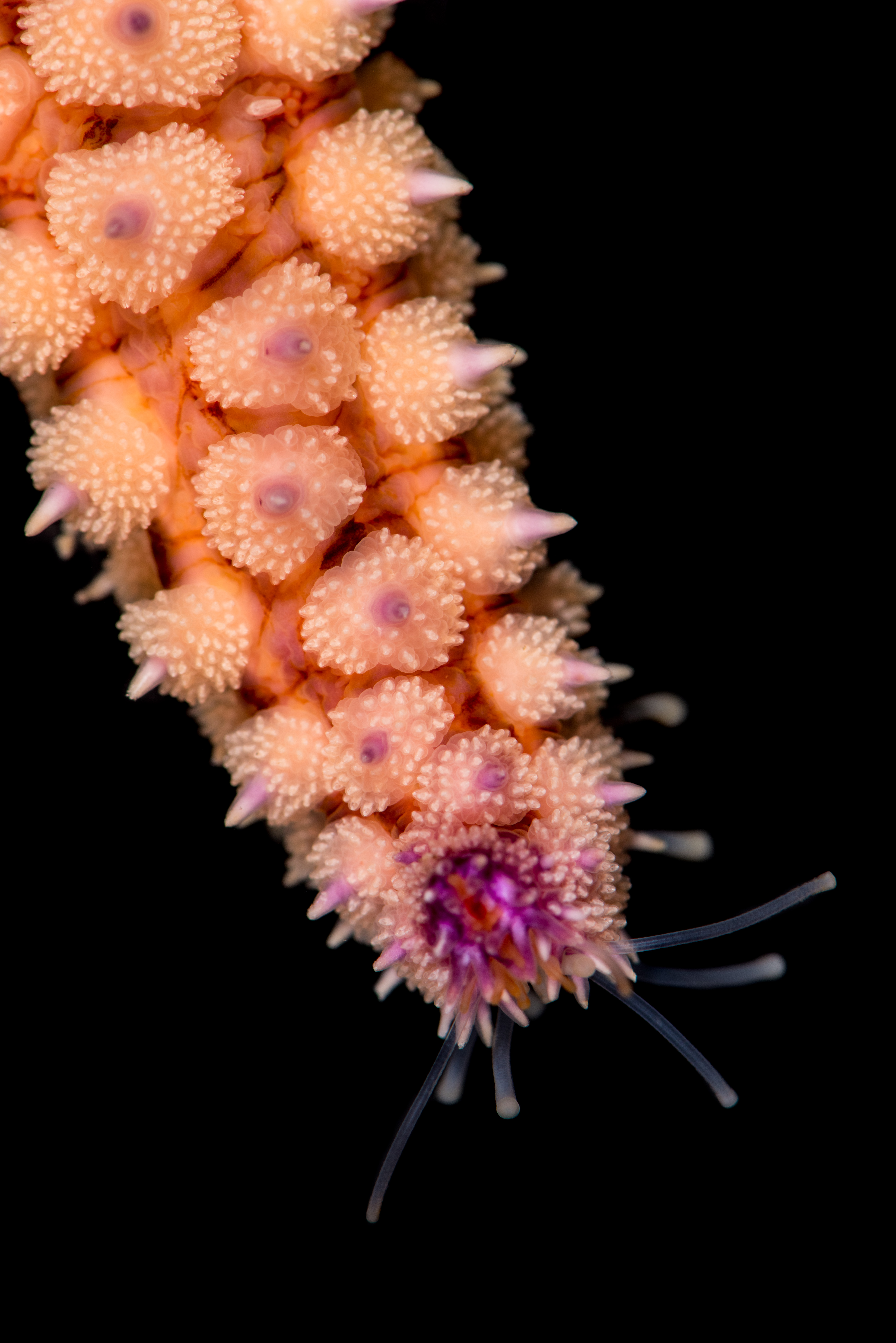
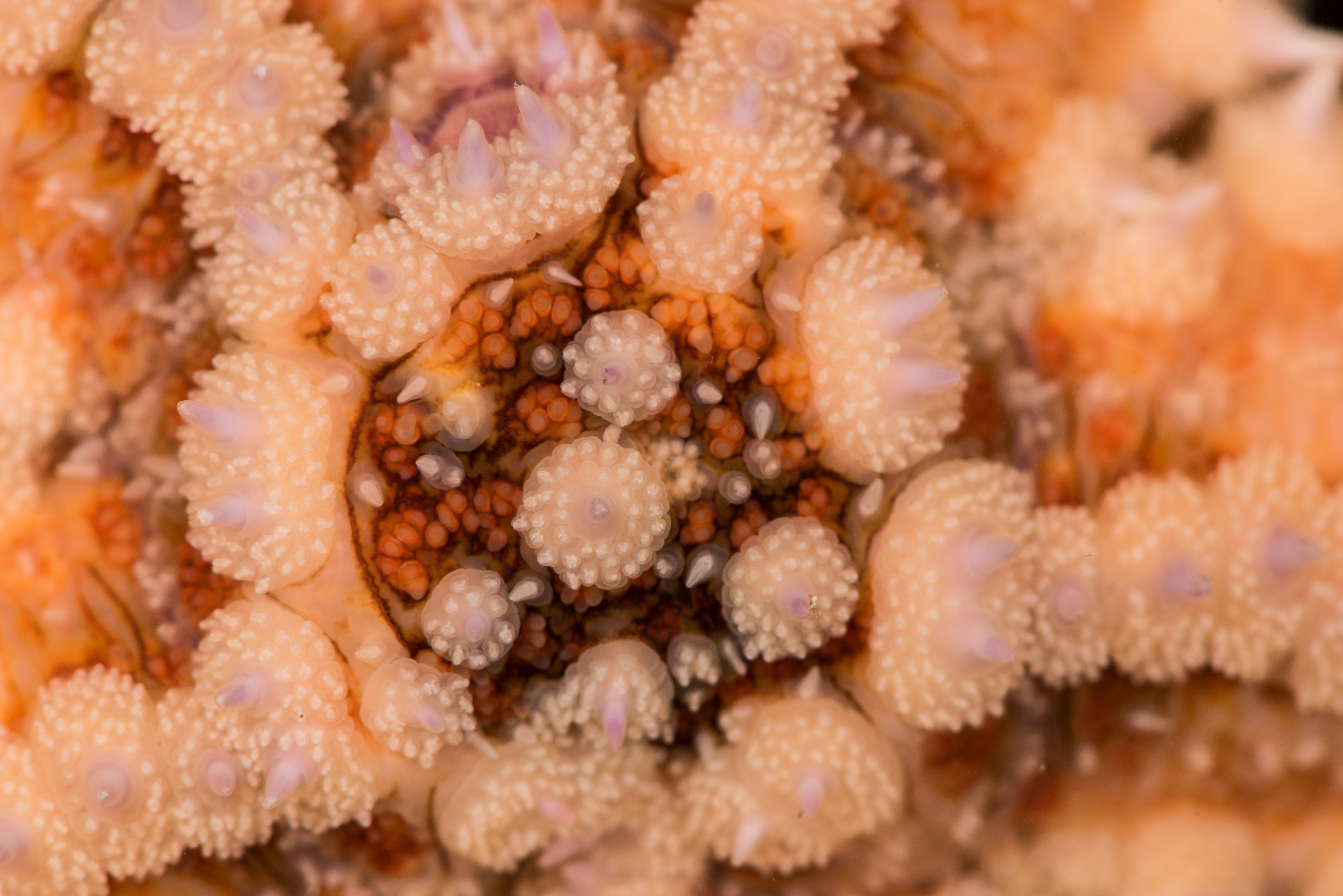

Selon World Register of Marine Species (25 janvier 2014) :
- forme Marthasterias glacialis f. africana (Müller & Troschel, 1842)
- forme Marthasterias glacialis f. rarispina H.L. Clark, 1923